# Peperomia vulcanica
Peperomia vulcanica är en pepparväxtart som beskrevs av Baker & C. H. Wright. Peperomia vulcanica ingår i släktet peperomior, och familjen pepparväxter. Inga underarter finns listade i Catalogue of Life.